# فاطمة حداد
فاطمة حداد (مواليد 5 نوفمبر 1969) مغنية وأستاذة فن الملحون وممثلة مسرحية ومديرة فنية مغربية. وهي من دعاة الشعر الغنائي المغربي المعروف باسم الملحون. في عام 2004 أسست جمعية للآخرين المهتمين بهذا التراث الثقافي المغربي.

## حياتها
ولدت حداد في مدينة القنيطرة الساحلية شمال غرب المغرب عام 1969. كان والدها حداد الرجراج إماما ووالدتها باقيم عائشة. درست القانون في جامعة محمد الخامس بالرباط لكنها كانت مهتمة بالغناء. أصبحت مهتمة جداً بالشعر عندما كانت في المدرسة وكانت تغني أغاني المطربين اللبنانيين المعاصرين المشهورين.
كانت من المعجبين بالشعر الغنائي المغربي المعروف باسم الملحون وأحد رواده المعاصرين الرائدين حسين تولالي (1924-1998). تقود حداد فرقتها الموسيقية الخاصة التي تؤدي شعر الملحون.
أنشأت فاطمة حداد جمعية في عام 2004 باسم 'جوق هواة فن الملحون' لعشاق الملحون ومحبيه. بدأت الجمعية بمجموعة أداء كانت قد نظمتها. في البداية كانت تأمل في تشكيل منظمة نسائية فقط لكنها وجدت أنه لا يمكنهن تخصيص الوقت بسبب أسرهن. استطاعت حداد أن تخصص الكثير من وقتها لأن زوجها كان أيضًا في الفنون المسرحية وكانا يدعمان عمل بعضهما البعض.

## حياتها الخاصة
فاطمة حداد متزوجة ولديها ابنة.